# Alpha Boy School
Alpha Boy School war eine 1999 gegründete Ska-Band aus Bochum. Dieser Name leitete sich von der jamaikanischen Alpha Boys’ School ab, in Anlehnung an den Einfluss, den diese auf die Reggaemusik hatte. Nach der Trennung von Sänger Karsten Riedel spielte die Band mehrere Konzerte unter dem Namen Alpha Boys feat. Joe Scholes, bis sie sich Anfang 2010 auflösten.

## Geschichte
Die Band gründete sich 1999 um Karsten Riedel, der vorher in der Bochumer Band The Frits spielte. Mit ihrem Debütalbum „Big Fight“ erlangte Alpha Boy School innerhalb der Szene schnell an Bekanntheit, was unter anderem daran lag, dass der ehemalige Frontsänger Riedel zuvor schon in verschiedenen Projekten in der Ska- und Reggaeszene gearbeitet hatte.
Alpha Boy School spielen Ska, 2-tone und Reggae. Die Texte sind in englischer Sprache und haben eher unterhaltenden, als politischen Charakter.
Neben Konzerten in Deutschland absolvierten sie auch Tourneen in zum Beispiel Ungarn, Polen und Japan.
Karsten Riedel komponiert auch Theatermusik, zum Beispiel für Aufführungen am Schauspielhaus Bochum und am Thalia-Theater (Hamburg) oder für ein Celloquartett der Bochumer Symphoniker. Als Theatermusiker arbeitet er mit dem Regisseur David Bösch zusammen.
Ende 2008 trennte sich Riedel von der Band. An seiner Stelle trat Joe Scholes, der früher Kopf der Ska-Band The Braces war. Unter dem Namen „Alpha Boys feat. Joe Scholes“ gaben sie bis Ende 2009 noch Konzerte, bevor sich die Band im Februar 2010 auflöste.

## Diskografie
| Titel                 | Jahr | Label               | Typ     | Medium    |
| --------------------- | ---- | ------------------- | ------- | --------- |
| This DJ Is a Rude Boy | 2008 |                     | EP      | CD        |
| Perfect Situation     | 2008 |                     | Album   | CD, Vinyl |
| Believe in Yourself   | 2007 |                     | Sampler | CD        |
| New England           | 2006 |                     | Single  | CD        |
| One in a Million      | 2006 |                     | Album   | CD, Vinyl |
| Alpha Boy School      | 2005 |                     | Album   | CD, Vinyl |
| No Interest           | 2003 |                     | Album   | CD, Vinyl |
| Big Fight             | 2002 | Dirty Faces Records | Album   | CD, Vinyl |
| Ska Is Back in Town   | 2000 |                     | Demo    | CD        |

1. ↑  Alpha Boy School mit Leland P., featuring Dr. Ring Ding
2. ↑  Die CD-Version enthält einen zusätzlichen Multimedia-Teil